# Baltimore Orioles FC
Der Baltimore Orioles FC war ein US-amerikanischer Fußballverein aus Baltimore, der 1893 gegründet und 1895 wieder aufgelöst wurde. Im Jahre 1894 nahm er am Spielbetrieb der nur kurzlebigen American League of Professional Football (ALPF) teil.

## Geschichte
Nachdem der Baltimore Orioles FC im Jahre 1893 gegründet worden war, trug er seine Spiele im Jahre 1894 in der American League of Professional Football, kurz ALPF, aus. Die Liga bestand jedoch nur in diesem einen Jahr und wurde außerdem nicht zur Gänze fertiggespielt. Weiters kam es zu unregelmäßigen Aufeinandertreffen einzelner Mannschaften, sodass der Baltimore Orioles FC im Vergleich zu anderen Vereinen, wie zum Beispiel den Philadelphia Phillies, die neun Ligaspiele absolvierten, nur auf vier Ligapartien kam. Diese wurden jedoch alle mit einem Gesamtscore von 24:3 Toren gewonnen, was in der Tabelle hinter den Brooklyn Bridegrooms den zweiten Platz bedeutete. Der Baltimore Orioles FC, der neben den eigentlichen Baltimore Orioles, einem Baseballteam der National League, quasi die Fußballsektion darstellte, wurde von ebendiesem Team während der Meisterschaft gesponsert.
Neben den Erfolgen der Fußballmannschaft feierte das Baseballteam im Jahr 1894 den Meistertitel der National League. Beim ersten Heimspiel der Spielzeit 1894 hatte die Mannschaft knapp 8.000 Zuseher und war auf dem besten Weg an den Erfolgen des Baseballteams anzuschließen. Mit A.J. Stewart wurde ein damals bekannter Fußballtrainer in die Mannschaft geholt, der viel daraufsetzte einige Profispieler aus der Umgebung von Manchester in England zu engagieren.
Dabei nahm er Spieler, wie Little, Calvey, Ferguson, und Alec Wallace des Ardwick AFC (dem späteren Manchester City) in die Mannschaft auf und war auch noch am Transfer von Fred Davies, der von Sheffield United in die Vereinigten Staaten wechselte, beteiligt. Selbst stand Stewart während der Meisterschaftsspiele im Tor der Baltimore Orioles, wobei er in den vier absolvierten Spielen nur drei Gegentreffer hinnehmen musste.
Die anderen Klubs in der Liga waren von den Methoden, mit denen der Baltimore Orioles FC arbeitete, nicht gerade angetan, da sie ohne die Unterstützung von Sponsoren nur mit einheimischen und unerfahreneren Spielern aufwarten mussten. Nach dem 10:1-Sieg über die Washington Nationals, die ebenfalls ein Baseballteam in der National League hatten, beklagte der Trainer des Fußballteams Art Schmelz das Einsetzen englischer Spieler. Die Vereinsführung des Baltimore Orioles FC konterte aber und meinte, dass die meisten ihrer Spieler aus dem Großraum von Detroit seien.
Am 20. Oktober 1894 wurde die ALPF schließlich aufgelöst, was aus verschiedenen Gründen, wie zum Beispiel den niedrigen Zuschauerzahlen und den finanziellen Problemen der Klubs, geschah. Jedoch wurden davon nicht alle Vereine informiert, so geschah es, dass am 23. Oktober 1894 ein weiteres, aber bereits inoffizielles Ligamatch zwischen Baltimore und Philadelphia ausgetragen wurde. Dabei wurden die Phillis klar mit 6:1 deklassiert.
Zu den besten Torschützen der Mannschaft zählte unter anderem James McKendrick, der bei zwei absolvierten Partien vier Treffer erzielte.

## Bekannte Spieler
- A. J. Stewart
- Alec Wallace
- James McKendrick